# Criando ratas
Criando ratas es un largometraje neoquinqui español dirigido por Carlos Salado, que narra las peripecias de delincuentes barriobajeros de España. Esta producción es considerada una reactivación del imaginario que durante los últimos años de los setenta y gran parte de los ochenta elaboró el denominado cine quinqui.
La historia, ambientada y rodada en barrios marginales de Alicante, está protagonizada por los mismos vecinos que han experimentado de primera mano la violencia de barrio, el narcotráfico y la cárcel. El filme se desliga de los métodos ortodoxos de grabación, se aleja de las normas industriales y abandona la narración clásica para alcanzar una estética cinematográfica hiperrealista. Intenta ser un documento social y cultural que refleja una problemática concreta y actual e invita a la reflexión.

## Sinopsis
El Cristo es un delincuente juvenil que debe saldar una deuda con uno de los narcotraficantes más poderosos de su barrio. Bajo los efectos del consumo de sustancias estupefacientes e inmerso en un estado de desesperación, lleva a cabo todo tipo de actos delictivos para conseguir el dinero. Durante esos intentos, irá cometiendo errores que le harán ganarse muchos enemigos. 
Paralelamente, la película muestra las venturas y desventuras de tres chavales y de un adolescente de 12 años que están comenzando su carrera delictiva. Juntos sufrirán las consecuencias de su estilo de vida y comprenderán cuál es el precio a pagar.

## Trama
Criando ratas narra el transcurso de un día en los barrios deprimidos de Alicante (Colonia Requena y Mil Viviendas o Virgen del Remedio) mediante múltiples historias salpicadas por los diversos tipos de violencia que experimentan sus habitantes en el día a día.
El protagonismo del relato es colectivo, es decir, el filme enlaza las tramas de distintos jóvenes desarraigados y sus diversas voces. No obstante, dentro de este protagonismo colectivo destacan tres personajes o grupos de personajes: un adolescente de 12 años llamado el Pistolica; un trío de jóvenes que se dedican al menudeo y consumo de droga; y el Cristo, la figura prototípica del quinqui. Sus historias nunca convergen, pero en conjunto constituyen una evolución, desde la iniciación a la delincuencia hasta la consolidación en el mundo del crimen. Cada trama tiene un desenlace trágico provocado por un acto de delincuencia. Al Pistolica le cogen cuando comete un robo, mientras que el trío de jóvenes asesina a un hombre durante un atraco y el Cristo vive en una situación límite rodeado de violencia, que condiciona su habilidad para encontrar salidas.

## Producción
La película es el resultado de un extenso y precario proceso producción que comenzó en el año 2010, con un presupuesto reducido de 5.000 euros y que tuvo una duración total de seis años. La película se rodó aproximadamente en ochenta localizaciones sin apenas equipo técnico y con un casting formado por más de un centenar de vecinos de los barrios marginales de Alicante y zonas limítrofes, personas que han sufrido en sus propias carnes las consecuencias de la violencia marginal, el narcotráfico y la vida en prisión.
El transcurso del rodaje estuvo lleno de dificultades. A los constantes cacheos por parte de la policía y las ausencias casuales de los actores no profesionales se le sumó el ingreso en prisión en 2011 de Ramón Guerrero, actor protagonista de la película. En consecuencia, Salado se vio obligado a reestructurar el guion y añadir nuevos personajes mientras visitaba al protagonista en la cárcel durante un año, ayudándole a preparar el papel y rodando durante los permisos penitenciarios que se le concedían.

### Banda sonora
La banda sonora destaca por su carácter natural, es decir, por la ausencia de tratamientos de voz y efectos de postproducción. En el filme se escucha el sonido ambiente del bullicio de la ciudad, los ecos de las escenas que tienen lugar en localizaciones interiores y los ruidos propios de las localizaciones exteriores.
El mismo Salado es el compositor de la música de Criando ratas. Las canciones, entre las que destacan «Pasa el canutito»,«Yo me drogo”» y «Ellos no lo saben», son en su mayoría rumbas con letras que se corresponden con el contenido de las escenas y que en su conjunto resumen los temas tratados a lo largo de toda la película.

## Género
Esta obra independiente es una producción con influencias de cine quinqui, el  movimiento dogma 95 y el neorrealismo italiano. Al igual que el cine quinqui, Criando ratas evidencia los principales problemas que afectan a los grupos sociales de los barrios deprimidos y periféricos: desempleo, delincuencia, consumo de estupefacientes, desestructuración familiar etc. Es decir, construye una mirada sobre un presente distinto al de los relatos hegemónicos; su carácter popular y su vocación realista, muestra una visión de la realidad distinta a las grandes producciones del momento.
Criando ratas también tiene rasgos característicos del movimiento Dogma 95, como la utilización de la cámara en mano o en hombro para grabar; la película no sucederá dónde esté la cámara, el rodaje tendrá que realizarse donde suceda la película. En muchas ocasiones, se observa el movimiento de la cámara que acompaña a los de los personajes durante planos secuencia y muestra el cambio de turno de palabra en los diálogos.
Los aparentes fallos de raccord y errores técnicos de sonido e iluminación son testimonio de la intención de Salado de representar fielmente la realidad. La estética del filme es hiperrealista y es el resultado de una producción con escaso presupuesto, actores no profesionales, iluminación real de las localizaciones, que son las mismas calles que habitan los protagonistas y un guion abierto, que da pie a la improvisación y la utilización del argot de la zona. La banda sonora de la película también se corresponde con la estética hiperrealista, ya que consiste en la utilización de sonido natural sin tratamientos de voz ni efectos especiales.
Criando ratas elude el posicionamiento moral característico del cine quinqui, que busca culpables y victimiza a sus protagonistas. Salado no indica como ha de pensar el  espectador, simplemente muestra la realidad sobre la marginalidad de los barrios españoles deprimidos y la vida de sus habitantes, invitando al público a reflexionar y sacar sus propias conclusiones.
Los principales medios de comunicación han indicado que Criando ratas es la primera piedra de lo que podríamos denominar cine neoquinqui; una revisión  contemporánea del género quinqui de la Transición. Existen muchas similitudes, pero la subcultura quinqui se ha transformado, la estructura social ha cambiado debido a fenómenos sociales como la inmigración o la crisis económica, los barrios han evolucionado, la moda es distinta e incluso la forma de hablar de los jóvenes es diferente.

## Temas
A lo largo de toda la película, Salado reflexiona sobre la violencia marginal entendida como una reacción a una violencia estructural que se constituye a través de tres factores: el desempleo masivo y crónico que precariza las vidas de sectores de la clase obrera; la relegación a los barrios desposeídos, afectados por la disminución de recursos públicos y privados; y la estigmatización de estos sectores en el discurso público a través de su procedencia social y racial y de su pertenencia a estos barrios. Un ejemplo de esta violencia se observa en la escena en la que el trío de jóvenes desempleados, que se dedican a la venta de droga,  se encuentran en un descampado. Dos clientes de otra zona, a los que habían timado, les acorralan y mediante los diálogos se hace evidente el rechazo a los barrios deprimidos y la estigmatización de sus habitantes.
La supervivencia es otro tema clave de la película. Los protagonistas han de afrontar su repudio del sistema político y económico, rechazados de forma sistemática por el mercado laboral y condicionados por sus orígenes, mientras que se encuentran en una situación extrema repleta de violencia que disemina su percepción de futuro. En consecuencia, los personajes recurren a actividades que se incluyen dentro del ámbito de la delincuencia con la intención de obtener ganancias económicas. Además, las características del mundo del crimen impiden cualquier tipo de vínculo amistoso entre ellos, desmantelan sus respectivas relaciones afectivas y debilitan la cohesión social local.

### El papel de la mujer
Criando ratas muestra una visión de la figura del quinqui que presenta masculinidades hegemónicas con rasgos soberanos y predatorios, es decir, los protagonistas del filme son hombres que tratan de imponer su poder y sobrevivir a través de la violencia y la intimidación. Así pues, la figura de la mujer queda relegada a los roles de esposa y madre. No obstante, cabe destacar que al final de la película la única persona que consigue escapar de la espiral de violencia es una prostituta rusa, que huye cuando “El Cristo” y su proxeneta atacan a un toxicómano que había intentado abusar de ella.

## Spin-off: Mala Ruina
El 8 de noviembre de 2018 salió a la luz el corto "Mala Ruina" protagonizado nuevamente por "El Cristo" con la ayuda del rapero Yung Beef. El proyecto inició como un videoclip para el rapero dado que era fan de Criando ratas pero Carlos Salado le propuso hacer un corto de 15 minutos donde además se hizo el videoclip de la canción "Lil Romeo" tema principal del corto. La producción está a cargo de K.O. Cinema y el sello de música independiente La Vendicion Records, cuyo dueño es el mismo Yung Beef. Tuvo una gran acogida entre los fanes de ambos y animó al público a esperar un Criando ratas 2.
Como trama principal tenemos al Cristo nuevamente metido en el bajo mundo de la calle, tras una discusión con su mujer abandona la casa dejándola sola, en ese momento unos hombres entran al domicilio para robarle droga a Cristo y agreden a su mujer que está embarazada. Tras volver a casa y encontrarse con esta escena un Cristo fuera de sí llama a Yung Beef y juntos van a buscar a los asaltantes. El final acaba con el asesinato de estos y la entrega de Cristo a la policía. Justo en la escena final donde Cristo sale de la prisión con su hijo ya nacido se vuelve a reencontrar con Yung Beef quien también porta a su hijo Romeo, esta parte la podríamos considerar como videoclip y un mensaje de la reinserción de Cristo en la sociedad.
En el casting de actores podemos ver a varios miembros de La Vendición como Hakim, Jamal o la cantante Albany. La banda sonora gira en torno a una versión acústica del tema "Lil Romeo" producido por Steve Lean. La canción tiene unos arreglos de piano y cuerdas además de un toque flamenco gracias a las palmas de Diego Magallanes y a la voz de Noemí Humanes. En la escena de la discoteca se puede oír música de rave como Techno, Drum and bass, etc.

## Reparto
- Cristo es Ramón Guerrero
- José es Antonio Francés
- Mauricio Manzano
- Carlos Victoria
- Ángel Flores
- Antonio Lillo
- Antonio Amador
- Daniel Torres
- Ignacio Gomis
- Zaprin Georgiev
- Atanás Dimitrov
- Anna Babadzhan

## Recepción
El estreno tuvo lugar durante un evento privado en Las cigarreras (centro cultural de La ciudad de Alicante) para los vecinos que habían participado en la producción cinematográfica. Sin embargo, Criando ratas nació con el objetivo de ser distribuida exclusivamente de forma gratuita a través de internet para llegar al máximo número de personas con el objetivo de despertar una mirada crítica e invitar a la reflexión. Se trata de una película adaptada al entorno digital, sin presupuesto publicitario, que aprovecha la democratización de los medios y la nuevas formas de difusión y plataformas que vienen con ellos, las cuales permiten visibilizar discursos que difícilmente serían divulgados en otros medios.
Tras su publicación en la plataforma de YouTube, Criando ratas superó el millón de visualizaciones en ocho semanas. Cifra que sitúa a este filme como la séptima película española más vista del año 2016, detrás de superproducciones como Palmeras en la Nieve o Villaviciosa de al lado.